# 扎萨克额尔德尼郡王
浩济特左翼旗扎萨克多罗额尔德尼郡王为清朝内扎萨克蒙古浩齐特左翼旗的世袭扎萨克多罗郡王。清顺治三年（1646年），博罗特被封为扎萨克多罗额尔德尼贝勒。顺治七年（1650年）晋封扎萨克多罗额尔德尼郡王，诏世袭罔替。該旗扎薩克於1946年廢除。

## 扎萨克额尔德尼郡王世系
| 世代     | 姓名           | 年份           | 备注             |
| -------- | -------------- | -------------- | ---------------- |
| 第一代   | 博罗特         | 1646年－1654年 |                  |
| 第二代   | 阿赖充         | 1654年－1686年 | 博罗特子         |
| 第三代   | 达尔玛吉兄第   | 1686年－1710年 | 阿赖充子         |
| 第四代   | 阿嘎巴斯达     | 1710年－1731年 | 达尔玛吉兄第子   |
| 第五代   | 车凌喇布坦     | 1731年－1737年 | 阿嘎巴斯达子     |
| 第六代   | 车布登巴勒珠尔 | 1737年－1766年 | 车凌喇布坦子     |
| 第七代   | 齐苏咙多尔济   | 1766年－1791年 | 车布登巴勒珠尔子 |
| 第八代   | 端多布多尔济   | 1791年－1817年 | 齐苏咙多尔济子   |
| 第九代   | 额林沁诺尔布   | 1817年－1834年 | 端多布多尔济子   |
| 第十代   | 吹精札布       | 1834年－1859年 | 额林沁诺尔布弟   |
| 第十一代 | 喇特那巴咱尔   | 1859年－1892年 | 吹精札布子       |
| 第十二代 | 都昂多克僧格   | 1892年－1902年 | 喇特那巴咱尔子   |
| 第十三代 | 色隆托济勒     | 1902年－1915年 | 都昂多克僧格子   |
| 第十四代 | 松津旺楚克     | 1916年－1945年 | 色隆托济勒弟     |